# Acquedotto della Romagna
L'acquedotto della Romagna è l'infrastruttura di approvvigionamento idrico delle province romagnole. È stata la più costosa opera pubblica realizzata in Romagna nel XX secolo.

Ha una condotta principale di 33 chilometri, capace di 3000 litri al secondo. È gestito da Romagna Acque S.p.A. e raggiunge cinquanta comuni tra Ravenna, Forlì-Cesena, Rimini e la Repubblica di San Marino. In tutto, fornisce acqua a circa un milione di persone.

## Costruzione
Alla metà del XX secolo la popolazione romagnola soffriva già la carenza di acqua potabile. Cominciò ad avvertirsi la necessità di un'opera idrica. Negli anni 1960 lo sviluppo dell'industria accrebbe ulteriormente il fabbisogno d'acqua e quindi rese improcrastinabile la costruzione di una diga.
Venne ripreso un piano elaborato negli anni 1930 dal «Consorzio di bonifica Forlì-Predappio», che prevedeva la costruzione di una grande diga ad uso idroelettrico. La destinazione d'uso fu corretta per un uso potabile delle acque. Le province di Ravenna e Forlì (che all'epoca si estendeva fino a Cattolica) si unirono nel «Consorzio acque per le province di Forlì e Ravenna». Entrarono nel consorzio anche diversi Comuni interessati. 
Il Consorzio scelse il sito di Ridracoli, località posta a 476 metri di altitudine, situata a circa 50 km dal capoluogo Forlì, nella valle del Bidente, come luogo di realizzazione dell'infrastruttura. Il progetto dell'acquedotto di Romagna era già pronto nei primi anni sessanta, ma la costruzione di una diga incontrò voci contrarie, che avvertirono il pericolo che si ripetesse il disastro del Vajont. Gli oppositori ritenevano sufficiente l'approvvigionamento di acqua potabile dalle falde. Vennero fatte anche delle controproposte, tra cui una che prevedeva di fare bere ai romagnoli l'acqua del fiume Po.
Il Consorzio effettuò ingenti spese per dimostrare che la roccia dell'area di Ridracoli era adatta a sostenere il peso di un invaso d'acqua. La Regione venne incontro ai promotori predisponendo un progetto di legge con il quale finanziare la progettazione e costruzione della diga.
Nel 1974 si concluse la progettazione dell'opera idrica. L'anno seguente vennero avviati i lavori di costruzione, i quali procedettero speditamente. In soli sei anni, tra il 1982 ed il 1988, vennero progettate, finanziate, appaltate e realizzate infrastrutture imponenti quali:
- le due gallerie in roccia della lunghezza di 13 km,
- la centrale idroelettrica di Isola, frazione di Santa Sofia, realizzata dall'Enel su concessione del Consorzio,
- l'impianto di potabilizzazione di Capaccio (località di Santa Sofia) da 3600 l/s (3,6 tonnellate),
- la condotta principale, lunga 33 km e del diametro di 1400 mm,
- i serbatoi di carico a monte Casale di Bertinoro da 60.000 metri cubi e quello di Forlì da 10.000,
- la prima parte delle due condotte dorsali di distribuzione, rispettivamente di 1200 e 800 mm di diametro.

Ai costi di allora si trattò di opere per circa 400 miliardi di lire.
L'acquedotto della Romagna venne inaugurato il 9 aprile 1988 con una doppia cerimonia, alla diga di Ridracoli e in comune a Forlì, presenti l'allora presidente del Senato, Giovanni Spadolini insieme con varie autorità civili, religiose e militari.
Nel 1994 il Consorzio venne trasformato in società per azioni a capitale pubblico e modificò la ragione sociale in «Romagna Acque - Società delle Fonti S.p.A.».

Oggi l'opera assicura l'approvvigionamento d'acqua potabile ai Comuni romagnoli con un funzionamento ininterrotto da vari decenni.